# Рай (фильм, 1990)
«Рай» (хинди स्वर्ग, Swarg) — индийский фильм, снятый режиссёром Дэвидом Дхаваном на хинди и вышедший в прокат 18 мая 1990 года. Главные роли исполнили Раджеш Кханна, Говинда, Джухи Чавла и Мадхави. Картину называют неофициальным ремейком пакистанского фильма Sahib Jee (1983).
Фильм занял 14 место по сборам в Индии среди фильмов на хинди. «Рай» был закуплен для проката в России, где демонстрировался в 1993 году. Фильм был переснят на телугу под названием Indra Bhavanam (1991), на бенгальском языке как Annadata (2002), на непальском как Izzatadar (2009) и в Бангладеш как Sneher Protidhan (2003).

## Сюжет
Господин Кумар — богатый человек, проживающий вместе со своей семьей в своей вилле под названием «Рай». В его доме с детства живёт преданный слуга Кришна, мечтающий о карьере в кино. И вот однажды идиллия заканчивается: Кумар разоряется, семья выгоняет его из собственного дома. В это время Кришна становится знаменитым актёром, достигшим вершины кинематографа. Он возвращается в родной город отомстить врагам своего хозяина…

## В ролях
- Раджеш Кханна — Господин Кумар / Сахабджи
- Говинда — Кришна
- Джухи Чавла — Джоти, сестра Кумара
- Мадхави — Джанаки Кумар, жена Кумара
- Дилип Дхаван — Рави, брат Кумара
- Нина Гупта — жена Рави
- Раджа Бунделаас — Вики, младший брат Кумара
- Пареш Равал — Дханрадж

## Саундтрек
Все тексты написаны Самиром, вся музыка написана дуэтом Ананд-Милинд.
| №  | Название              | Исполнители                        | Длительность |
| -- | --------------------- | ---------------------------------- | ------------ |
| 1. | «Ae Mere Dost»        | Мохаммед Азиз                      | 7:43         |
| 2. | «Bam Bam Bambai»      | Амит Кумар                         | 5:13         |
| 3. | «Filmon Ke Sare Hero» | Амит Кумар, Нитин Мукеш            | 5:59         |
| 4. | «Kaise Kate Din»      | Мохаммед Азиз, Анурадха Паудвал    | 6:38         |
| 5. | «Tum Sajna Ke Ghar»   | Мохаммед Азиз, Амит Кумар, Анупама | 5:50         |